# زري
زري هي كومونا في مقاطعة ماسا كرارا،توسكانا بوسط إيطاليا.

## السكان
في سنة 1861 بلغ عدد السكان 3٬294 نسمة، وتطور العدد ليصل في سنة 2011 لـ 1٬201 نسمة.
يظهر هذا المخطط البياني تطور النمو السكاني لـ زري